# Osbald av Northumbria
Osbald av Northumbria, död 799, var en engelsk monark. Han var kung av Northumbria 796–796. 